# Municipalità metropolitane del Sudafrica
In Sudafrica, una municipalità metropolitana o municipalità di categoria A, è un comune che svolge tutte le funzioni di governo locale per una città o una conurbazione. Questo per distinguerli dalle zone che sono prevalentemente rurali, dove il governo locale è diviso in municipalità distrettuali e municipalità locali.
La Costituzione, sezione 155.1.a, definisce le municipalità di "categoria A". Nel Municipal Structures Act si definisce che questo tipo di governo locale deve essere utilizzato per gli agglomerati urbani, i centri di attività economiche, le zone per le quali è auspicabile la pianificazione dello sviluppo integrato e le aree con forte interdipendenza economica e sociale.
La municipalità metropolitana è simile al consolidated city-county negli Stati Uniti, anche se una municipalità metropolitana sudafricana è stata costituita con delibera del governo provinciale e non da un accordo tra distretto e municipalità locali.

## Lista
| Localizzazione | Municipalità       | Provincia        | Capoluogo      | Popolazione (2016) | Superficie (km2) |
| -------------- | ------------------ | ---------------- | -------------- | ------------------ | ---------------- |
|                | Buffalo City       | Capo Orientale   | East London    |                    |                  |
|                | Città del Capo     | Capo Occidentale | Città del Capo | 4 005 016          | 2 440            |
|                | Ekurhuleni         | Gauteng          | East Rand      | 3 379 104          | 1 975            |
|                | Ethekwini          | KwaZulu-Natal    | Durban         | 3 702 231          | 2 291            |
|                | Mangaung           | Stato libero     | Bloemfontein   |                    |                  |
|                | Johannesburg       | Gauteng          | Johannesburg   | 4 949 347          | 1 645            |
|                | Nelson Mandela Bay | Capo Orientale   | Port Elizabeth | 1 263 051          | 1 959            |
|                | Tshwane            | Gauteng          | Pretoria       | 3 275 152          | 6 368            |